# Mikołaj (biskup Senji)
Mikołaj (XIII/XIV w.) – duchowny katolicki, biskup. Nie wiemy nic na temat jego życia poza tym, że około 1303 roku został prekonizowany biskupem Senji. Mimo to spełniał swoje funkcje biskupie w diecezji wrocławskiej jako biskup pomocniczy.